# Петър II Савойски
Вижте пояснителната страница за други личности с името Петър II.
Петър II Савойски, нар. още „Малкият Карл Велики“ (на италиански: Pietro II di Savoia, il Piccolo Carlomagno; * 1203, Суза, Савойско графство; † 15 май 1268, замък на Пиер Шател (Бюже)) от Савойската династия, е господар на Фосини (1253 – 1268), първи граф на Ричмънд (1241 – 1268), граф на Ромон (от 1248), лорд-пазител на Петте пристанища (1241), 12-и граф на Савоя и на Мориен (1263 – 1268).

## Произход
Той е по-малкият син на Томас I Савойски (* 1180, † 1233), 9-и граф на Савоя, граф на Мориен, господар на Пиемонт, маркграф на Италия (1189 – 1233), имперски викарий за Ломбардия (от 1226 г.), и на съпругата му Беатрис (Маргарита) Женевска (* 1180, † 1257). Негови дядо и баба по бащина линия са Хумберт III Савойски, нар. Светеца (1136 – 1189), 8-и граф на Савоя, Аоста и Мориен и маркграф на Италия, и Беатрис Маконска или Беатрис Виенска, а по майчина – женевският граф Вилхелм I и господарката на Фосини Беатрис. Има седем или девет братя и две или шест сестри:
- Амадей IV (* 1197, † 1253), 10-и граф на Савоя, граф на Аоста и на Мориен (1233 – 1253), имперски викарий за Пиемонт; съпруг на Ана Бургундска и на Сибила дел Балцо
- Беатрис (* 1198, ок. 1205 или 1206, † 1265, 1266 или 1267), графиня на Прованс като съпруга на граф Раймон Беренгер IV
- Маргарита (* 1212, † 1270 или 1273), съпруга на граф Хартман IV фон Кибург и на граф Еберхард I фон Хабсбург-Лауфенбург
- Хумберт (* ок. 1198, † 1223)
- Аймон (* 1200, † 1238 или 1242), господар на провинция Агон, известен и като господар на Агон (днешен Сен Морис), на Шабле, Шийон, Морж и Вилньов, основава болницата на Вилньов (25 юни 1236)
- Томас II (* 1199, † 1259), регент-граф на Савоя, господар на Пиемонт (1233 –1259), маркграф на Торино и Ивреа, граф на Фландрия и на Ено (1237 – 1244), граф на Аоста и на Мориен, имперски викарий за Пиемонт (1242), принц на Капуа (1252), суверен граф на Савоя от 1253 г. до смъртта си, съпруг на за Йохана Фландърска и на Беатриче Фиески Осигурява за синовете им наследяването на Пиемонт (Томас III), на Савоя (Амедей V, граф на Савоя от 1285 до 1323 г.) и на Во (Лудвиг I)
- Вилхелм (* ок. 1201, † 1239), епископ на Валанс (1224/1226 – 1239), принц епископ на Лиеж и на Уинчестър (1238 – 1239)
- Бонифаций (* ок. 1206 или 1207, † 1270), приор на Нантюа, епископ на Беле (1232) и архиепископ на Кентърбъри (1241 – 1268), приор на Англия (1241), епископ на Дърам, беатифициран от папа Григорий XVI (1838)
- Филип I (* 1207, † 1285), 13-и граф на Савоя, граф на Аоста и на Мориен (1268 -1285), архидякон на Мец (1229), епископ на Лозана (1239), епископ на Валанс (1245) и архиепископ на Лион (1246 –1267); съпруг на Аделхайд (Алиса) от Андекс–Мерания

- Аймон, господар на Вале
- Хумберт
- две сестри († пр. 1254 като малки)
- Алиса или Алазия († 1277), игуменка на манастира Сен Пиер де Теро в Лион (1250)
- Агата († сл. 1279), монахиня и след това игуменка на манастира Сен Пиер де Теро в Лион.

## Биография

### Начални години
Като по-малък син Петър е насочен към църковната кариера. През 1224 г. той е духовник и заедно с родителите си, най-големия си брат Амадей и другите си братя духовници Вилхелм, Томас и Бонифаций постигат споразумение с Епископа на Сион. Той е каноник в Лозана през 1226 г., ректор на Аоста през 1227 г., ректор в Женева през 1229 г. и накрая епископ-коадютор в Лозана. Петър е споменат още, заедно с всичките си все още живи братя (Амадей, Аймон, Вилхелм, Томас, Бонифаций и Филип) в документ на Абатство „Откомб“ от 1231 г.
Баща му Томас I умира на 1 март 1233 г. или през 1232 г. Неговият брат, Амадей, най-големият син, го наследява като Амадей IV. Амадей IV трябва да дели графството с многобройните си братя; в завещанието си Томас го е посочил като законен приемник на графската титла, но братята настоятелно поискват преотстъпването на земи и замъци. По-специално Петър и Аймон Савойски се опитват да го свалят от власт, като карат Вале д'Аоста да се надигне, но Амадей IV успява да ги победи благодарение на войските, предоставени му от неговите зетьове Манфред III от Салуцо и Бонифаций II от Монферат; през юли 1234 г. той се споразумява с двамата. Така Петър получава феодален апанаж в Бюже, което става основа за бъдещите му териториални придобивйи в алпийския и предалпийския регион, съседен на Савойския домейн.
През февруари 1234 г. Петър е сгоден за Агнес дьо Фосини. Същия месец той съставя завещание, в което обявява за свои наследници всички деца, които би имал от Агнес, дъщерята на Аймон II, господар на Фосини. През 1236 г., годината на брака му, той окончателно се отказва от църковната си кариера.

### В Англия
През 1236 г. неговата племенница Елеонора Прованска, дъщеря на сестра му Беатрис, се омъжва за краля на Англия Хенри III и става кралица на Англия. През следващите години тя вика няколко души от Прованс в двора, но преди всичко от Савоя, сред другите самия Петър и братята му Бонифаций и Вилхелм, епископ на Валанс и ректор на Виена. Бонифаций става архиепископ на Кентърбъри, номиниран е за архиепископ на Кентърбъри през 1241 г., но позицията е ратифицирана от папа Инокентий IV едва на 17 септември 1243 г. Петър, който получава територията на Ричмънд (Северозападен Йоркшър) през 1240 г. пристига в Англия през 1241 г. и организира голямо празненство. През май същата година той получава като дар от краля други феоди и господарства.
През 1237 г. Петър е победен и взет в плен от графа на Женева Вилхелм II, който после го компенсира със замък и 10 000 сребърни марки през 1250 г.
През 1238 г. неговият брат Амадей IV пише завещание, в което постановява, че при липса на мъжки наследник негов наследник е брат му Томас, след това Филип и след това Петър, с уговорката, че те ще трябва да платят неговите дългове и тези на баща им Томас I.
След смъртта на брат му Аймон през 1242 г. Петър наследява градовете Мудон и Ромон и през тези години, до 1249 г., продължава да получава титли от краля, включително титлата Лорд-пазител на петте пристанища и къща близо до Темза в Лондон на мястото на днешния Хотел „Савой“, дадена му през 1246 г.
Петър през 1244 г., заедно с брат си Амадей IV, подписва окончателен мир с епископа на Лозана, с когото е бил в конфликт.
През 1247 г. Петър докарва в Лондон от континента момичета за брак за английските благородници, което не е добре прието.
През 1250 г. той нахлува в Дофине и принуждава господарите на Ла Тур да му станат васали.
Брат му Амадей IV умира на 13 юли 1253 г. и го наследява единственият му син, 9-годишният Бонифаций, ръководен от съвета на майка си и под регентството на чичо си Томас, господар на Пиемонт. Петър и брат му Филип, след смъртта на Амадей IV, поискват разделянето на феодалните владения, но умението на Томас успява да ги убеди да приемат апанажа, даден им от Амадей.
През 1255 г. Петър пише завещание в полза преди всичко на дъщеря си Беатрис, племенницата си Елеонора, брат си Филип и съпругата си.
Между 1260 и 1262 г. той е в Англия, където участва в борбата между крал Хенри III и бароните, вземайки страна, след първоначална несигурност, на племенника си и поради тази причина през 1262 г. той трябва да напусне Англия и да претърпи конфискация на имотите си, които след това му са върнати.
През 1263 г. Бонифаций, граф на Савоя, е нападнат пред портите на Торино от войските на Комуна Асти, които го побеждават и го пленяват и той умира от раните си впоследствие. Неженен, Бонифаций няма наследници и наследството отива при синовете на брат му, херцог Томас II; и сестрите на Бонифаций предяват претенции.

### Граф на Савоя
Когато научава за смъртта на Бонифаций, Петър е в Англия, но веднага се връща в савойските владения, тъй като савойците все още не са приложили Салическия закон и по традиция назначаването на новия граф става след семейно събрание. В крайна сметка графът на Ричмънд и на Ромон Петър успява да бъде признат за граф на Савоя, получавайки титлата, въпреки че е само чичо на починалия граф и Амадей IV е оставил завещание, според което, в случай на смъртта на Бонифаций тронът трябва да премине към най-големия син на Томас II, Томас III.
След като става граф, Петър обединява завладените територии в днешна Швейцария (Вале и Во) със Савойското графство. На следващата година, през 1264 г., сестра му Беатрис, чрез брак графиня на Прованс и на Форкалкие, посочва за свои наследници братята си Бонифаций, архиепископ на Кентърбъри, и Петър.
След като поема управлението в труден период за Савойската династия, с многобройните синове на Томас I, които се борят за надмощие, Петър II веднага показва, че е борбен и решителен: по характер не понася да не е първи. Той превръща меча в своя единствена вяра и сила, дотолкова, че когато кралят на Англия го моли да изброи благородническите си титли, той вади меча си и размахвайки го във въздуха, отговаря гордо: „Това е истинската ми титла!". И той е прав да иска да парадира със страстта си към войната в период, в който човек никога не може да бъде спокоен: през 1264 г. замъкът Шилон е нападнат от Хабсбургите и едва след много трудности той успява да ги накара да се оттеглят. По-късно той води война срещу Торино и Асти и след упорита борба успява да подчини за кратко време Комуна Торино (която по-късно преминава към господството на Вилхелм VII Монфератски).
Изправени пред този безстрашен воин, много феодали му се подчиняват един след друг: господарите на Грюер, на Орон, на Шампван и на Сен Дени слагат оръжие и в крайна сметка Савойците се оказват с по-голяма територия, реорганизирана в Баронство Во.
На Петър II Савойски се дължи въвеждането на герба с белия кръст върху червено поле, поддържан по-късно от неговата династия, която го предпочита пред предишния, носещ императорския орел. Освен това той е голям познавач и защитник на окситанската поезия и приема няколко поети на този език в двора.

### Смърт
През 1264 г. Петър прави завещание в полза на дъщеря си Беатрис и зет си Гиг VII, дофин на Виеноа, племенницата си Елеонора, брат си Филип и съпругата му.
През 1268 г. Петър пише последно завещание, в която моли да бъде погребан в Абатство „Откомб“ и определя брат си Филип за свой наследник в графството и също така уточнява различните завещания за всички останали роднини. Накрая Петър добавя кодицил, където уточнява, че негови наследници са брат му Филип и дъщеря му Беатрис.
Умира в Пиер Шател на 16 май 1268 г. без мъжки наследници, и следователно Савойската държава е наследена от брат си Филип I Савойски. Погребан е в Абатство „Откомб“ в Савоя.

## Брак и потомство
∞ 1237 г. за Агнес дьо Фосини († 1268, Чертог на Мелан, Фосини), дъщеря и наследница на Аймон II дьо Фосини и неизвестна жена, от която има една дъщеря:
- Беатрис Савойска (* 1237, † април 1310), регентка на Дофине (1269 – 1273), чрез бракове дофина на Виен и графиня на Албон (1253 – 1269) и след това дофина регентка на Виен и графиня регентка на Албон (1269 – 1273), виконтеса на Беарн (1273 – 1290) и също господарка на Фосини (1268 – 1310); ∞ 1. 1253 за Гиг VII Виенски († 1269), граф на Албон, от когото има двама сина и две дъщери 2. 1273 за Гастон VII дьо Монкад († 1290), виконт на Беарн, от когото няма деца

### Първични източници
- (LA) Matthæi Parisiensis, Monachi Sancti Albani, Chronica Majorar, vol. IV, vol. V
- (LA) Monumenta Germaniae Historica, Scriptores, tomus XXIII
- (LA) Regesta comitum Sabaudiae
- (LA) Peter der Zweite, Graf von Savoyen, Markgraf in Italien
- (LA) Mémoires et documents publiés par la Société d'histoire et d'archéologie de Genève - tome 7
- (LA) Calendar of the Charter Rolls of Henry III
- (LA) Recueil de chartes, statuts et documents concernant l'ancien évêché de Lausanne

### Историографска литература
- Bernard Andenmatten: Savoyen, Peter II. von im Historischen Lexikon der Schweiz
- Markus Ries: Peter von Savoyen. In: Erwin Gatz (Hrsg.): Die Bischöfe des Heiligen Römischen Reiches 1198 bis 1448. Duncker & Humblot, Berlin 2001, ISBN 3-428-10303-3, S. 324 f.
- Bernard Demotz: Peter II., Graf von Savoyen. In: Lexikon des Mittelalters. 6, dtv, München 2002, ISBN 3-423-59057-2, Sp. 1935 f.
- (FR) Histoire de Savoie, d'après les documents originaux,... par Victor ... Flour de Saint-Genis. Tome 1
- (FR) Histoire généalogique de la royale maison de Savoie, justifiée par titres, ..par Guichenon, Samuel
- (FR) Histoire de la Maison de Savoie
- Marie José: Das Haus Sayoven, Herausgegeben von der Stiftung Pro Castellione, 1994
- E.F. Jacob, "Inghilterra : Enrico III", in Storia del mondo medievale, vol. VI, 1999, с. 198 – 234
- Paolo Buffo, PIETRO II, conte di Savoia, in Dizionario biografico degli italiani, vol. 83, Istituto dell'Enciclopedia Italiana, 2015

### Други
- Berns letzter Schlossherr: Stadtwanderer
- (EN) COMTES de SAVOIE et de MAURIENNE 1060-1417 - PIERRE de Savoie, на fmg.ac, Foundation for Medieval Genealogy
- (EN) The House of Savoy - Pietro II "il Piccolo Carlo Magno", на genealogy.euweb.cz, Genealogy
- PIETRO II, conte di Savoia, detto il Piccolo Carlomagno, в Enciclopedia Italiana, Istituto dell'Enciclopedia Italiana, 1935
- Piètro II (conte di Savoia), на sapere.it, De Agostini
- (IT, DE, FR) Pietro II di Savoia, на hls-dhs-dss.ch, Dizionario storico della Svizzera